# Emilio Palacio
Emilio Palacio Urrutia es un expolítico y autoformado periodista ecuatoriano, excolumnista y exjefe de opinión del diario El Universo, que actualmente se encuentra asilado en Estados Unidos bajo el argumento de persecución política a raíz de ser el autor de una columna publicada el 6 de febrero de 2011 en el diario titulada No a las mentiras, donde menciona al presidente Rafael Correa llamándolo dictador y afirmando sin pruebas que ordenó fuego a discreción y sin previo aviso contra un hospital lleno de civiles y gente inocente en la crisis política del 30-S. Por dicha publicación el presidente Rafael Correa puso una demanda en contra de Emilio Palacio, Carlos, César y Nicolás Pérez quienes fueron juzgados por los jueces competentes y sentenciado en una primera instancia a tres años de cárcel y una indemnización de 40 millones de dólares. Luego de ganar el caso el presidente Rafael Correa desistió de la demanda y perdonó a los sentenciados, retirando la demanda. Sin embargo, Emilio Palacio sintió amenazada su integridad y pidió asilo en Estados Unidos, mientras Carlos, César y Nicolás Perez decidieron continuar con su trabajo en Ecuador a cargo del diario.
Actualmente Emilio Palacio está radicado en Miami, desde donde es muy activo desde su cuenta de Twitter. Aunque su mayor actividad se centra en la crítica política de Ecuador, su círculo de seguidores se centra mayormente en la comunidad latina de Miami. A pesar de que actualmente no cuenta con ninguna condena o causa judicial en Ecuador, dado que a su tiempo  Emilio Palacio y los demás procesados (Diario El Universo) fueron 'perdonados', lo que se explica como un gesto en el que Correa pretendía demostrar al mundo que tenía la razón sin perseguir ningún interés económico, más allá de dar una lección a los demandados.

## Biografía
Emilio Palacio fue candidato a diputado nacional en 1987, en representación del Frente de Izquierda Universitaria (FIU), y además fue editor del panfleto izquierdista Avanzada Socialista, donde mantenía una postura trotskista y en el cual publicó como titular "El FIU a la vanguardia", en su edición número 47, del mes de noviembre de 1987, afirmando que junto al FIU, obtuvieron una nueva derrota del gobierno en las protestas del pasado 28 de octubre, el la cual se pedía la destitución del ministro de Gobierno, Luis Robles Plaza, donde él, en compañía del candidato aaAlcalde, Jorge Escobar, y militantes del FUI, recorrieron la Panamericana Sur, lograron dar el ejemplo en el combate y estar en la vanguardia política, y así convertir “la izquierda es la única alternativa” para las elecciones que se avecinaban.
Sin embargo, las afirmaciones de Palacio en el panfleto eran pretenciosas, pues no se consiguió el objetivo de obligar la destitución de su ministro, al presidente Febres-Cordero, el cual declaró estado de emergencia, censurando las transmisiones televisivas y ordenando a las emisoras radiales, enlazarse a la Radio Nacional del Estado, a pesar de sus afirmaciones de haber conseguido una derrota, así como tampoco el FIU logró ningún éxito electoral.
A pesar de esto, siguió emitiendo sus opiniones e ideologías en el panfleto, durante el mandato de Rodrigo Borja, proponiendo ideas como; el control obrero en las fábricas y empresas; o la unión de los países andinos en una Gran Colombia Socialista contra el imperialismo. Estas ideas y publicaciones no tuvieron acogida alguna, fracasando en la política partidista y el periodismo de opinión. En los años 90 deja el panfleto Avanzada Socialista, para trabajar en el diario El Universo, donde se convierte en editor de opinión, publicando dos artículos por semana.